# NGC 1906
NGC 1906 este o galaxie spirală situată în constelația Iepurele. A fost descoperită în 12 noiembrie 1885 de către Francis Leavenworth. Se află la o distanță de 24,77 de megaparseci de Pământ.